# Nomlandia
Genre
Nomlandia est un genre de coraux durs de la famille des Caryophylliidae.

## Liste d'espèces
Selon ITIS (28 juin 2015) et World Register of Marine Species (28 juin 2015), Nomlandia comprend l'espèce suivante :
- Nomlandia californica Durham & Barnard, 1952